# 휴고 (영화)
《휴고》(영어: Hugo)는 마틴 스코세이지가 연출하고 제작한 2011년 미국의 모험 드라마 영화이다. 스코세이지가 처음 찍은 3D 영화이다.
2011년 제84회 아카데미상에 작품상을 비롯하여 11개 부문에 후보로 올랐으며, 촬영상 등 5개 분야를 수상하였다. 제65회 영국 아카데미 영화상에서는 감독상 등 8개 부문 후보로 지명되어 그중 2개를 받았으며, 3개 부문 후보로 오른 제69회 골든 글로브상에서는 스코세이지가 세 번째 골든 글로브 감독상을 거머쥐었다. 이처럼 비평 측면에서는 상당한 성취를 거뒀으나 제작비 1억 5,000만 달러 대비 흥행 수익 1억 8,500만 달러를 내면서 박스 오피스에서는 실패하였다.

## 줄거리
1931년 파리. 12살 위고(휴고)는 어머니를 잃고 아버지와 단둘이 산다. 시계 박물관에 근무하는 시계 기술(horlogerie) 전문가 아버지를 통해 위고는 자연스레 관련 기술을 배워나간다. 아버지는 박물관 창고에서 방치돼있던 한 자동기계를 발견한 뒤 이를 수리하며 그 과정을 공책에 기록한다. 이 인간형 자동기계는 펜을 쥐고 그림을 그리게 고안된 장치로, 작동을 위해서는 심장 모양 열쇠가 필요하다.
아버지가 박물관 화재로 갑작스레 사망한 후 위고는 몽파르나스역 시계를 관리하는 알코올 의존증 클로드 삼촌과 살게 되는데, 삼촌마저 사망하자 고아원에 갈까봐 이를 감추고 본인이 대신 시계 관리를 하면서 역에 숨어산다. 또한 혹시나 자동 기계에 아버지가 남긴 말이 있지 않을까 하여 몰래 장난감 가게에서 부품을 훔쳐가며 계속 수리해나간다.
위고는 결국 가게 주인 조르주에게 걸린다. 조르주는 위고가 소지한 공책 안을 살피고는 어째서인지 크게 분노하여 공책까지 압수한다. 조르주는 위고가 가게에서 일해 그간 입힌 손해를 배상한다면 공책을 돌려주겠다고 한다.
위고는 조르주의 대녀 이자벨이 조르주에게서 받은 심장 모양 열쇠를 차고 있는 걸 발견한다. 둘은 열쇠로 자동기계를 작동시키고, 기계는 아버지가 좋아하던 조르주 멜리에스 영화 《달세계 여행》 속 한 장면을 그린다. 이자벨은 기계가 그림에 남긴 대부 조르주 서명을 알아보고 의아해한다. 둘은 영화 아카데미 도서관에서 조르주 멜리에스가 영화 예술에 기여한 바를 높이 평가하는 영화사 책을 읽으며 조르주가 곧 조르주 멜리에스임을 깨닫게 된다. 둘은 도서관에서 그 책 저자인 영화 전문가 르네를 만나고, 르네는 제1차 세계 대전 이후 본인 영화 필름과 함께 종적을 감추어 죽었다고만 여겨지던 조르주 멜리에스가 살아있다는 소식에 기뻐한다. 르네는 오늘날 유일하게 남은 조르주 멜리에스 필름릴 《달세계 여행》을 갖고 있다.
조르주 멜리에스 집을 방문한 르네는 이자벨의 대모가 조르주 엘리아스 영화에 고정 출연하던 아내 잔 달시임을 알아본다. 위고, 이자벨, 르네, 잔 달시는 함께 《달세계 여행》을 즐겁게 시청한다. 도중 다른 방에서 잠들어있던 조르주 멜리에스가 깨어나 이들 앞에 나타나고, 자신이 왜 그렇게 과거를 고통스럽게 여기는지를 알려준다.
무대 마술사였던 조르주 멜리에스는 영화에 빠져 직접 제작사를 차리고 연출과 미술을 맡아 상상력을 마음껏 펼쳐나갔다. 그러나 전쟁이 터지면서 참상을 겪은 대중 취향이 사실성 추구로 급변하여 파산하였고, 셀룰로이드 소재인 영화 필름은 팔려서 불에 녹아 구두굽이 되었다. 조르주 멜리에스는 하나 남은 자동기계를 박물관에 기증했지만 이마저도 화재에 소실됐다고 한탄한다.
그게 바로 아버지와 자신이 고친 자동기계임을 깨달은 위고는 이를 조르주 멜리에스에게 보여주기 위해 역으로 달려간다. 그러나 클로드 삼촌이 사망한 사실을 알게 된 검표원 귀스타브와 마주치고, 고아원에 끌려가지 않기 위해 위고는 시계탑 외부에 매달리는 위험까지 감수한다. 도망 과정에서 자동기계가 선로 위에 떨어지고 위고가 이를 주우려고 하면서 언젠가 위고가 악몽으로 꾸었던 몽파르나스 탈선 사고와 유사한 사태가 벌어지나 싶은 순간 귀스타브가 위고를 구한다. 조르주 멜리에스는 위고를 자기 아이라고 주장하며 데려간다.
조르주 멜리에스는 영화 아카데미 교수가 되고, 르네는 유실됐다고 여겨졌던 조르주 멜리에스 필름을 전국을 뒤져 찾아낸 뒤 이를 복구하여 조르주 멜리에스 특별전 행사를 갖는다.

## 출연
- 에이사 버터필드 - 위고 카브레(휴고 커브레이) 역
- 벤 킹즐리 - 조르주 멜리에스(파파 조지) 역
- 클로이 그레이스 머레츠 - 이자벨 역
- 사샤 배런 코언 - 귀스타브 다스테 검표원 역
- 에밀리 모티머 - 리제트 역
- 주드 로 - 위고의 아버지 역
- 레이 윈스턴 - 클로드 카브레 역
- 헬렌 매크로리 - 잔 달시 역
- 마이클 스툴바그 - 르네 타바르 역
  - 걸리버 맥그래스 - 어린 타바르 역
- 크리스토퍼 리 - 라비스 씨 역
- 프랜시스 데라투어 - 에밀 부인 역
- 리처드 그리피스 - 프리크 씨 역
- 에밀 라예르[10] - 장고 라인하르트 역
- 벤 애디스 - 살바도르 달리 역
- 로버트 길 - 제임스 조이스 역
- 마이클 피트
- 마틴 스코세이지